# Matej Jonjić
Matej Jonjić (Split, 29. siječnja 1991.) hrvatski je nogometaš koji igra na poziciji stopera. Trenutačno igra za japanski trećeligaški klub Tochigi City FC.
Svoje prve seniorske minute odigrao je na posudbi u Zadru, nakon zapaženih igara vraćen je na Poljud da bi u proljetnom dijelu sezone nastupio u dva susreta za Hajduk.
Od 27. siječnja 2014. je na posudbi u NK Osijeku. Posuđen je do kraja sezone.
U zimskom prijelaznom roku 2015. prelazi u južnokorejski Incheon.
Za reprezentaciju je nastupao u mlađim dobnim kategorijama. Osvojio je treće mjesto na EP 2010. za igrače do 19 godina.
Statistika u Hajduku
| Natjecanje        | Nastupi | Zgoditci |
| ----------------- | ------- | -------- |
| Prvenstvo         | 20      | 1        |
| Kup               | 5       | 1        |
| Superkup          | 0       | 0        |
| Međunarodne       | 4       | 0        |
| Splitski podsavez | 0       | 0        |
| Ukupno            | 29      | 2        |
| Prijateljske      | 45      | 5        |
| Sveukupno         | 74      | 7        |

## Vanjske poveznice
Profil na hajduk.hr
Igračev profil na TransferMarkt.com